# Roy Haynes
Roy Owen Haynes, född 13 mars 1925 i Boston, Massachusetts, död 12 november 2024 i Nassau County på Long Island i New York, var en amerikansk trumslagare och orkesterledare. Haynes var en av de mest inspelade jazztrumslagarna som under sin drygt sextioåriga karriär spelade i en rad av olika musikstilar, från swing och bebop till fusion och avantgardejazz. Han hade en uttrycksfull och personlig stil ("Snap Crackle" var hans smeknamn som han fick på 1950-talet) och var känd för att utveckla ett djupt engagemang hos sina medmusiker.

## Biografi
Haynes började sin professionella heltidskarriär år 1945. Från 1947 till 1949 arbetade han med saxofonisten Lester Young, och mellan 1949 och 1952 var han medlem i Charlie Parkers kvintett. Han spelade även in musik tillsammans med pianisten Bud Powell och saxofonisterna Wardell Gray och Stan Getz. Från 1953 till 1958 turnerade Haynes med sångerskan Sarah Vaughan. Efter det fortsatte han att arbeta med flera experimentella musiker som saxofonisterna John Coltrane och Eric Dolphy, samt även pianisterna Chick Corea och Andrew Hill. År 2004 blev Haynes invald i DownBeat Magazine Hall of Fame.
Haynes spelade in och framträdde tillsammans med Gary Burton, Miles Davis, Dizzy Gillespie, Henry Grimes, Christian McBride, Jackie McLean, Pat Metheny, Thelonious Monk, Gerry Mulligan, Art Pepper, Horace Tapscott och många andra. Han ledde också sina egna grupper, hans sista inspelningar som ledare var The Roy Haynes Trio, Fountain of Youth och Where As (inspelat live på Artists' Quarter).
Hans ena son Graham Haynes är kornettist, sonen Craig Haynes började som femtonåring som trumslagare i Sun Ra Arkestra. Haynes sonson Marcus Gilmore och hans brorson Christopher Haynes är även de trumslagare.

## Diskografi
- 1954 – Busman's Holiday
- 1954 – Roy Haynes Sextet
- 1956 – 1956 Jazz Abroad
- 1958 – 1958 We Three
- 1960 – 1960 Just Us
- 1962 – Out of the Afternoon
- 1963 – Cracklin
- 1963 – Cymbalism
- 1964 – People
- 1971 – Hip Ensemble
- 1972 – Equipoise
- 1973 – Senyah
- 1976 – Sugar Roy
- 1977 – Vistalite
- 1977 – Thank You Thank You
- 1978 – Vistalite
- 1979 – Live at the Riverbop
- 1986 – True or False
- 1992 – Homecoming
- 1992 – When It's Haynes It Roars
- 1994 – My Shining Hour
- 1994 – Te Vou!
- 1998 – Praise
- 2000 – The Roy Haynes Trio
- 2000 – Roy Haynes
- 2001 – Birds of a Feather: A Tribute to Charlie Parker
- 2003 – Love Letters
- 2004 – Fountain of Youth
- 2004 – Quiet Fire
- 2006 – Whereas (live)
- 2007 – Life in Time: The Roy Haynes Story